# Levice v Evropském parlamentu – GUE/NGL
Levice v Evropském parlamentu – GUE/NGL je levicové politické seskupení (frakce) v Evropském parlamentu založené v roce 1995. Seskupení je složeno z europoslanců (MEP) s demokraticky-socialistickou, komunistickou a euroskeptickou orientací. Před lednem 2021 se uskupení jmenovalo Evropská sjednocená levice/Severská zelená levice (GUE/NGL). V eurovolbách 2014 zesílilo na 52 mandátů z 35 v předchozím období a bylo tak pátou nejsilnější frakcí v EP. Ve volbách do Evropského parlamentu v roce 2019 získalo sjednocení 38 mandátů.
Spojuje Evropskou sjednocenou levici (složená z jádra ze stran, které jsou ve Straně evropské levice a ostatních levicových stran) a Severskou zelenou levici, kterou tvoří poslanci zvolení za strany Severské zelené levicové Aliance ve Švédsku a Finsku. Dále pak Evropské antikapitalistické levice, Now the People! a Animal Politics EU. Součástí jsou ale i strany, které nejsou členy žádné evropské strany.
Aktuálně toto levicové seskupení tvoří poslanci z Belgie (Dělnická strana Belgie), Kypru (Pokroková strana pracujícího lidu), Dánska (Jednotná kandidátka – Rudo-zelení), Finska (Svaz levice), Francie (Nepoddaná Francie a Republikánská a socialistická levice), Německa (Levice a Strana občanů, životního prostředí a ochrany zvířat), Řecka (Koalice radikální levice), Irska (Sinn Féin a nezávislého Luke Flanagana), Itálie (Italská levice a Hnutí pěti hvězd), Nizozemska (Strana pro zvířata), Portugalska (Levý blok a Portugalská komunistická strana), Španělska (Můžeme, Sumar a EH Bildu) a Švédska (Levicová strana).

## Historie
Uskupení vzniklo v roce 1989, kdy Italská komunistická strana, španělská Sjednocená levice, Socialistická lidová strana z Dánska a řecký Synaspismos založili politické uskupení s názvem Evropská sjednocená levice (GUE, Gauche Unitaire Européenne). Jeho anglický název byl European Unitarian Left, následně se v roce 1992 změnil na European United Left. 
Italové později toto seskupení opustili poté, co se Italská komunistická strana přejmenovala na Demokratickou levici a připojila se k Straně evropských socialistů.
Brzy poté se toto uskupení rozrostlo o další strany a ustavilo se jako politické sdružení na začátku čtvrtého parlamentního období v roce 1994 pod jménem Konfederace evropské sjednocené levice. Tehdy se sdružení skládalo ze španělské Sjednocené levice, Francouzské komunistické strany, Strany komunistické obnovy z Itálie, Portugalské komunistické strany, řeckého Synaspismos a Komunistické strany Řecka. Ustavující prohlášení sdružení se podepsalo 14. července 1994. Prvním prezidentem politické skupiny byl Alonso José Puerta, člen španělské Sjednocené levice (Izquierda Unida).
Díky přistoupení dalších států do Evropské unie v roce 1995 vznikla Aliance severské zelené levice, ve které se spojili švédští a finští europoslanci. The Nordic Green Left (NGL), což je její oficiální název, se spojila s Evropskou sjednocenou levicí (Gauche unitaire européenne – GUE) 6. ledna 1995. Anglický oficiální název tohoto nového uskupení byl Confederal Group of the European United Left/Nordic Green Left (GUE/NGL). V tuto dobu byli součástí politické skupiny europoslanci z finského Svazu levice, švédské Levicové strany, dánské Socialistické lidové strany, španělské Sjednocené levice (včetně Komunistické strany Španělska), řeckého Synaspismos, Francouzské komunistické strany, Portugalské komunistické strany, Komunistické strany Řecka a italské Strany komunistické obnovy.

## Pozice
Podle svého ustavujícího prohlášení z roku 1994 je skupina oddána evropské integraci, ale v jiné podobě, než ve stávající struktuře Evropské unie. Skupina by chtěla model integrace, který by byl založený na plně demokratických institucích. Model, který by fungoval na principu naprosté solidarity, díky kterému by docházelo k ještě většímu zmenšování rozdílů členských států. Tato deklarace stanoví tři cíle pro vybudování nové Evropské unie: 
- úplnou změnu institucí tak, aby byly plně demokratické,
- oproštění se od neoliberální monetaristické politiky,
- politiku společného rozvoje a spravedlivé spolupráce.

Tímto prohlášením se také zavazuje k řešení nejzávažnějších problémů, jako jsou:
- rozsáhlá a rostoucí nezaměstnanost;
- zajištění respektu k životnímu prostředí;
- vytvoření společného sociálního prostoru, který poskytuje rovná práva na nejvyšší úrovni všem občanům;
- uspokojování potřeb těch, kteří jsou chudobou (za kterou Evropa nese velkou odpovědnost) ve svých zemích původu nuceni, aby si hledali obživu v Evropské unii.

Skupina chce rozpustit Severoatlantickou alianci (NATO) a posílit Organizaci pro bezpečnost a spolupráci v Evropě (OBSE).
Skupina The Left nechává otázku mezi reformismem a revolucí otevřenou a ponechává na každé straně, aby se rozhodla, jak nejlépe bude těchto cílů dosahovat. Skupina se zařadila do role zúčastněných osob v rámci evropských institucí, aby mohla ovlivňovat přijímaná rozhodnutí podle svých představ. Na druhou stranu se však cítí i jako nečlen a vyjadřuje svou ochotu hledat jinou Evropu, při níž by došlo ke zrušení Maastrichtské smlouvy a pravidel vyplývajících z ní.

## Organizace
The Left je konfederální skupina, která se skládá z poslanců EP z národních stran a nezávislých poslanců. Tyto národní strany musí se skupinou sdílet společné politické cíle, jak je uvedeno v ustavujícím prohlášení skupiny. Nicméně, tyto národní strany si ponechávají kontrolu nad svými poslanci EP, proto může být skupina v určitých otázkách rozdělena. 
Členové skupiny se pravidelně scházejí, aby se připravovali na schůzky, debatovali o politikách a hlasovali o usneseních. Skupina také publikuje zprávy na různá témata. 

### Členské strany
- Poslanci musí přijmout konstitucionální prohlášení skupiny.
- Národní strany musí přijmout konstitucionální prohlášení skupiny.

## Členské strany

### 9. europarlamentní období (2019–2024)
| Země          | Národní strana                                                                                  | Evropská strana         | Europoslanci            |
| ------------- | ----------------------------------------------------------------------------------------------- | ----------------------- | ----------------------- |
| Belgie        | Dělnická strana Belgie Partij van de Arbeid van België (PVDA)Parti du Travail de Belgique (PTB) | Žádná                   | 1 / 21                  |
| Česko         | Komunistická strana Čech a Moravy                                                               | SEL (pozorovatel)       | 1 / 21 Kateřina Konečná |
| Dánsko        | Jednotná kandidátka – Rudo-zelení Enhedslisten – De Rød-Grønne (Ø)                              | SEL / MLP / NGLA        | 1 / 14                  |
| Finsko        | Svaz levice Vasemmistoliitto (vas.)                                                             | SEL / MLP / NGLA        | 1 / 14                  |
| Francie       | Nepoddaná Francie (LFI)                                                                         | MLP / SEL (pozorovatel) | 5 / 79                  |
| Francie       | Republikánská a socialistická levice Gauche Républicaine et Socialiste (GRS)                    | SEL (pozorovatel)       | 1 / 79                  |
| Kypr          | Pokroková strana pracujícího lidu Ανορθωτικό Κόμμα Εργαζόμενου Λαού (ΑΚΕΛ)                      | SEL (pozorovatel)       | 2 / 6                   |
| Irsko         | Nezávislí pro změnu Neamhspleáigh ar son an Athraithe                                           | Žádná                   | 2 / 13                  |
| Irsko         | Sinn Féin (SF)                                                                                  | Žádná                   | 1 / 13                  |
| Irsko         | Nezávislí Luke 'Ming' Flanagan                                                                  | Nezávislý               | 1 / 13                  |
| Německo       | Levice Die Linke                                                                                | SEL                     | 5 / 96                  |
| Nizozemsko    | Strana pro zvířata Partij voor de Dieren (PvdD)                                                 | APEU                    | 1 / 29                  |
| Portugalsko   | Levý blok Bloco de Esquerda (BE)                                                                | SEL / MLP               | 2 / 21                  |
| Portugalsko   | Portugalská komunistická strana Partido Comunista Português (PCP)                               | Žádná                   | 2 / 21                  |
| Řecko         | Koalice radikální levice Συνασπισμός Ριζοσπαστικής Αριστεράς (ΣΥΡΙΖΑ)                           | SEL                     | 6 / 21                  |
| Španělsko     | Můžeme Podemos                                                                                  | MLP                     | 2 / 59                  |
| Španělsko     | Sjednocená levice Izquierda Unida (IU)                                                          | SEL                     | 2 / 59                  |
| Španělsko     | Antikapitalisté Anticapitalistas                                                                | Žádná                   | 1 / 59                  |
| Švédsko       | Levicová strana Vänsterpartiet (V)                                                              | MLP / NGLA              | 1 / 21                  |
| Evropská unie | Celkem                                                                                          | Celkem                  | 38 / 705                |

### 8. Europarlamentní období (2014–2019)
| Země               | Národní strana                                  | Národní strana                                  | Evropská strana   | Europoslanci |
| ------------------ | ----------------------------------------------- | ----------------------------------------------- | ----------------- | ------------ |
| Česko              | Komunistická strana Čech a Moravy               | Komunistická strana Čech a Moravy               | SEL (pozorovatel) | 3 / 21       |
| Dánsko             | Lidové hnutí proti EU                           | Lidové hnutí proti EU                           | EUD               | 1 / 13       |
| Finsko             | Svaz levice                                     | Svaz levice                                     | SEL / MLP         | 1 / 13       |
| Francie            | Levicová Fronta                                 | Francouzská komunistická strana                 | SEL               | 2 / 74       |
| Francie            | Levicová Fronta                                 | Levicová strana                                 |                   | 1 / 74       |
| Francie            | Levicová Fronta                                 | La France Insoumise                             | MLP               | 1 / 74       |
| Francie            | Zámořské aliance                                | Komunistická strana Réunionu                    |                   | 1 / 74       |
| Kypr               | Pokroková strana pracujícího lidu               | Pokroková strana pracujícího lidu               | SEL (pozorovatel) | 2 / 6        |
| Irsko              | Sinn Féin                                       | Sinn Féin                                       |                   | 3 / 11       |
| Irsko              | Luke 'Ming' Flanagan (nezávislý)                | Luke 'Ming' Flanagan (nezávislý)                |                   | 1 / 11       |
| Itálie             | Levice                                          | Italská levice                                  | SEL (pozorovatel) | 1 / 73       |
| Itálie             | Levice                                          | Strana komunistické obnovy                      | SEL               | 1 / 73       |
| Itálie             | Barbara Spinelliová (nezávislá)                 | Barbara Spinelliová (nezávislá)                 |                   | 1 / 73       |
| Německo            | Levice                                          | Levice                                          | SEL               | 7 / 96       |
| Německo            | Stefan Eck (nezávislý)                          | Stefan Eck (nezávislý)                          |                   | 1 / 96       |
| Nizozemsko         | Socialistická strana                            | Socialistická strana                            |                   | 2 / 26       |
| Nizozemsko         | Strana pro zvířata Partij voor de Dieren (PvdD) | Strana pro zvířata Partij voor de Dieren (PvdD) | Euro Animal 7     | 1 / 26       |
| Portugalsko        | Levý blok                                       | Levý blok                                       | SEL / MLP         | 1 / 21       |
| Portugalsko        | Jednotná demokratická koalice                   | Portugalská komunistická strana                 |                   | 3 / 21       |
| Řecko              | Syriza (Coalition of the Radical Left)          | Syriza (Coalition of the Radical Left)          | SEL               | 3 / 21       |
| Řecko              | Populární jednota – neposlušná levice           | Populární jednota – neposlušná levice           |                   | 1 / 21       |
| Řecko              | Kostas Chrysogonos (nezávislý)                  | Kostas Chrysogonos (nezávislý)                  |                   | 1 / 21       |
| Řecko              | MeRA25                                          | MeRA25                                          |                   | 1 / 21       |
| Španělsko          | Plurální levice                                 | Sjednocená levice                               | SEL               | 4 / 54       |
| Španělsko          | Plurální levice                                 | Renewal–Nationalist Brotherhood                 |                   | 1 / 54       |
| Španělsko          | Můžeme Podemos                                  | Můžeme Podemos                                  | MLP               | 5 / 54       |
| Španělsko          | Lidé rozhodují (Los Pueblos Deciden)            | Lidé rozhodují (Los Pueblos Deciden)            |                   | 1 / 54       |
| Švédsko            | Levicová strana Vänsterpartiet (V)              | Levicová strana Vänsterpartiet (V)              | MLP               | 1 / 20       |
| Spojené království | Sinn Féin                                       | Sinn Féin                                       |                   | 1 / 73       |
| Evropská unie      | Celkem                                          | Celkem                                          | Celkem            | 53 / 751     |

### 7. Europarlamentní období (2009–2014)
| Země               | Národní strana                                | Národní strana                                | Evropská strana   | Europoslanci |
| ------------------ | --------------------------------------------- | --------------------------------------------- | ----------------- | ------------ |
| Česko              | Komunistická strana Čech a Moravy             | Komunistická strana Čech a Moravy             | SEL (pozorovatel) | 4 / 22       |
| Dánsko             | Lidové hnutí proti EU                         | Lidové hnutí proti EU                         | EUD               | 1 / 13       |
| Francie            | Levicová Fronta                               | Francouzská komunistická strana               | SEL               | 2 / 72       |
| Francie            | Levicová Fronta                               | Levicová strana                               | SEL               | 1 / 72       |
| Francie            | Levicová Fronta                               | Nezávislý                                     |                   | 1 / 72       |
| Francie            | Levicová Fronta                               | Komunistická strana Réunionu                  |                   | 1 / 72       |
| Kypr               | Pokroková strana pracujícího lidu             | Pokroková strana pracujícího lidu             | SEL (pozorovatel) | 2 / 6        |
| Irsko              | Socialistická strana                          | Socialistická strana                          |                   | 1 / 12       |
| Lotyšsko           | Centrum shody                                 | Socialistická strana Lotyšska                 |                   | 1 / 8        |
| Německo            | Levice                                        | Levice                                        | SEL               | 8 / 99       |
| Nizozemsko         | Socialistická strana                          | Socialistická strana                          |                   | 2 / 25       |
| Portugalsko        | Levý blok                                     | Levý blok                                     | SEL               | 2 / 22       |
| Portugalsko        | Jednotná demokratická koalice                 | Portugalská komunistická strana               |                   | 2 / 22       |
| Řecko              | Syriza (Coalition of the Radical Left)        | Syriza (Coalition of the Radical Left)        |                   | 1 / 22       |
| Řecko              | Komunistická strana Řecka                     | Komunistická strana Řecka                     |                   | 2 / 22       |
| Španělsko          | Izquierda Unida                               | Komunistická strana Španělska                 | SEL               | 1 / 54       |
| Švédsko            | Levicová strana Vänsterpartiet (V)            | Levicová strana Vänsterpartiet (V)            |                   | 1 / 20       |
| Spojené království | Sinn Féin (pouze ve volbách v Severním Irsku) | Sinn Féin (pouze ve volbách v Severním Irsku) |                   | 1 / 3        |
| Evropská unie      | Celkem                                        | Celkem                                        | Celkem            | 34 / 766     |

### 6. Europarlamentní období (2004–2009)
| Země               | Národní strana                                | Evropská strana   | Europoslanci |
| ------------------ | --------------------------------------------- | ----------------- | ------------ |
| Česko              | Komunistická strana Čech a Moravy             | SEL (pozorovatel) | 6 / 22       |
| Dánsko             | Lidové hnutí proti EU                         | EUD               | 1 / 14       |
| Finsko             | Svaz levice                                   |                   | 1 / 13       |
| Francie            | Francouzská komunistická strana               | SEL               | 3 / 74       |
| Kypr               | Pokroková strana pracujícího lidu             | SEL (pozorovatel) | 2 / 6        |
| Irsko              | Sinn Féin                                     |                   | 1 / 13       |
| Itálie             | Strana italských komunistů                    | SEL (pozorovatel) | 2 / 73       |
| Itálie             | Strana komunistické obnovy                    | SEL               | 5 / 73       |
| Německo            | Levice                                        | SEL               | 6 / 99       |
| Nizozemsko         | Socialistická strana                          |                   | 2 / 26       |
| Portugalsko        | Levý blok                                     |                   | 1 / 21       |
| Portugalsko        | Portugalská komunistická strana               |                   | 2 / 21       |
| Řecko              | Komunistická strana Řecka                     |                   | 3 / 21       |
| Řecko              | Synaspismos                                   | SEL               | 1 / 21       |
| Španělsko          | Sjednocená levice                             | SEL               | 1 / 54       |
| Švédsko            | Levicová strana Vänsterpartiet (V)            |                   | 2 / 20       |
| Spojené království | Sinn Féin (pouze ve volbách v Severním Irsku) |                   | 1 / 73       |
| Evropská unie      | Celkem                                        | Celkem            | 40 / 732     |